# Letnie Grand Prix w skokach narciarskich 2006
Letnie Grand Prix w skokach narciarskich 2006 – 13. edycja Letniego Grand Prix, która rozpoczęła się 5 sierpnia 2006 roku w Hinterzarten, a zakończyła 3 października 2006 w Oberhofie. Rozegrano 11 konkursów - 10 indywidualnych oraz 1 drużynowy.

## Zwycięzcy

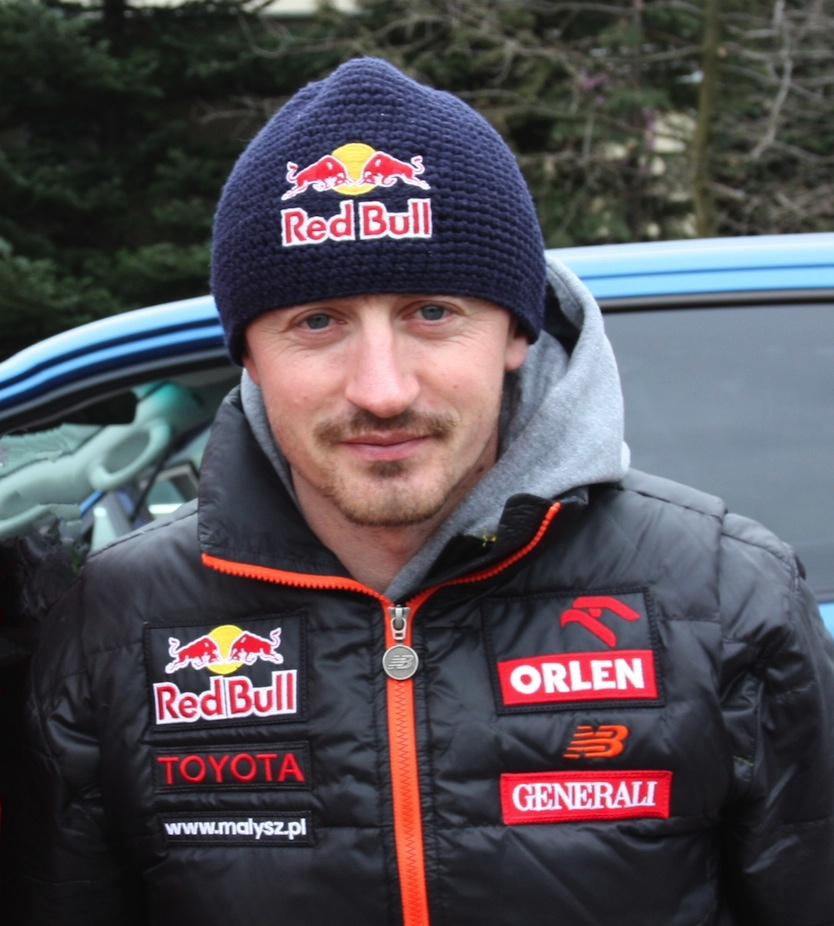
Adam Małysz, zwycięzca Letniego Grand Prix 2006
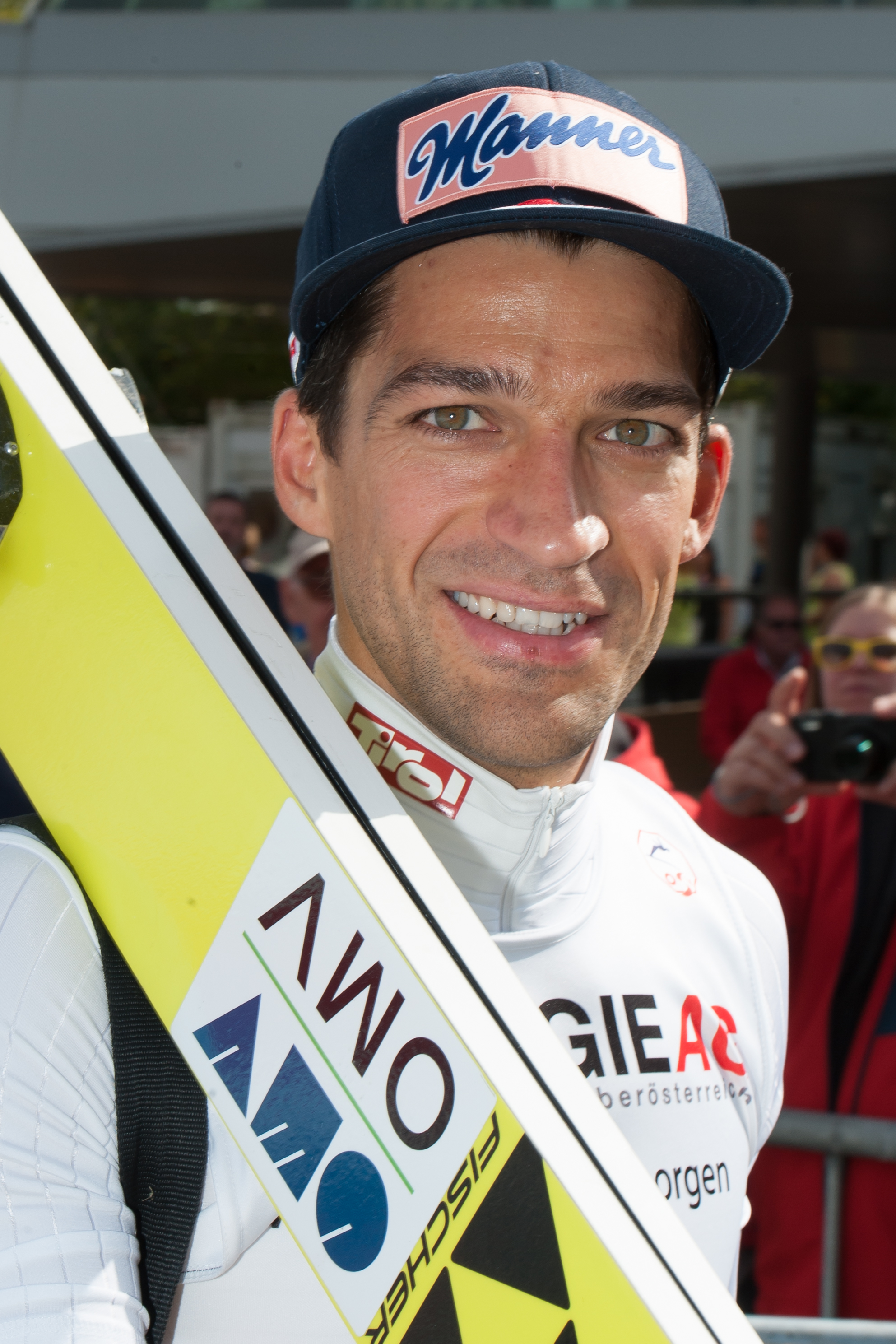
Andreas Kofler, zwycięzca Turnieju Czterech Narodów 2006
Reprezentacja Austrii, zdobywcy Pucharu Narodów

## Kalendarz i wyniki
| Lp.                                                  | Data                                                 | Miejscowość                                          | HS                                                   | Uwagi                                                | 1. miejsce                                                                              | 2. miejsce                                                                 | 3. miejsce                                                                     |
| ---------------------------------------------------- | ---------------------------------------------------- | ---------------------------------------------------- | ---------------------------------------------------- | ---------------------------------------------------- | --------------------------------------------------------------------------------------- | -------------------------------------------------------------------------- | ------------------------------------------------------------------------------ |
| 1.                                                   | 5 sierpnia 2006                                      | Hinterzarten                                         | HS-108                                               | druż.                                                | Austria 1. Wolfgang Loitzl 2. Gregor Schlierenzauer 3. Manuel Fettner 4. Andreas Kofler | Finlandia 1. Tami Kiuru 2. Harri Olli 3. Janne Happonen 4. Matti Hautamäki | Niemcy 1. Michael Neumayer 2. Martin Schmitt 3. Georg Späth 4. Michael Uhrmann |
| 2.                                                   | 6 sierpnia 2006                                      | Hinterzarten                                         | HS-108                                               | TCN                                                  | Georg Späth                                                                             | Andreas Kofler                                                             | Gregor Schlierenzauer                                                          |
| 3.                                                   | 8 sierpnia 2006                                      | Predazzo                                             | HS-134                                               | TCN, nocny                                           | Adam Małysz                                                                             | Andreas Küttel                                                             | Jakub Janda                                                                    |
| 4.                                                   | 12 sierpnia 2006                                     | Einsiedeln                                           | HS-117                                               | TCN                                                  | Andreas Kofler                                                                          | Gregor Schlierenzauer                                                      | Simon Ammann                                                                   |
| 5.                                                   | 14 sierpnia 2006                                     | Courchevel                                           | HS-132                                               | TCN                                                  | Gregor Schlierenzauer                                                                   | Wolfgang Loitzl                                                            | Adam Małysz                                                                    |
| Turniej Czterech Narodów 2006 – klasyfikacja końcowa | Turniej Czterech Narodów 2006 – klasyfikacja końcowa | Turniej Czterech Narodów 2006 – klasyfikacja końcowa | Turniej Czterech Narodów 2006 – klasyfikacja końcowa | Turniej Czterech Narodów 2006 – klasyfikacja końcowa | Andreas Kofler                                                                          | Adam Małysz                                                                | Gregor Schlierenzauer                                                          |
| 6.                                                   | 26 sierpnia 2006                                     | Zakopane                                             | HS-134                                               | nocny                                                | Adam Małysz                                                                             | Gregor Schlierenzauer                                                      | Jernej Damjan Anders Bardal                                                    |
| 7.                                                   | 2 września 2006                                      | Kranj                                                | HS-109                                               | –                                                    | Simon Ammann                                                                            | Wolfgang Loitzl                                                            | Roman Koudelka                                                                 |
| 8.                                                   | 9 września 2006                                      | Hakuba                                               | HS-131                                               | nocny                                                | Janne Happonen                                                                          | Wolfgang Loitzl                                                            | Antonín Hájek                                                                  |
| 9.                                                   | 10 września 2006                                     | Hakuba                                               | HS-131                                               | –                                                    | Janne Happonen                                                                          | Andreas Küttel                                                             | Antonín Hájek                                                                  |
| 10.                                                  | 30 września 2006                                     | Klingenthal                                          | HS-140                                               | –                                                    | Adam Małysz                                                                             | Andreas Widhölzl                                                           | Tami Kiuru                                                                     |
| 11.                                                  | 3 października 2006                                  | Oberhof                                              | HS-140                                               | –                                                    | Adam Małysz                                                                             | Anders Bardal                                                              | Janne Ahonen                                                                   |
| Letnie Grand Prix 2006 – klasyfikacja końcowa        | Letnie Grand Prix 2006 – klasyfikacja końcowa        | Letnie Grand Prix 2006 – klasyfikacja końcowa        | Letnie Grand Prix 2006 – klasyfikacja końcowa        | Letnie Grand Prix 2006 – klasyfikacja końcowa        | Adam Małysz                                                                             | Wolfgang Loitzl                                                            | Andreas Kofler                                                                 |

## Klasyfikacje

### Klasyfikacja indywidualna
Stan po zakończeniu LGP 2006
| Miejsce | Zawodnik              | Punkty |
| ------- | --------------------- | ------ |
| 1.      | Adam Małysz           | 545    |
| 2.      | Wolfgang Loitzl       | 486    |
| 3.      | Andreas Kofler        | 397    |
| 4.      | Simon Ammann          | 393    |
| 5.      | Gregor Schlierenzauer | 330    |
| 6.      | Andreas Küttel        | 303    |
| 7.      | Janne Happonen        | 252    |
| 8.      | Anders Bardal         | 221    |
| 9.      | Jakub Janda           | 196    |
| 10.     | Anders Jacobsen       | 184    |
| ...     |                       |        |

### Klasyfikacja drużynowa
Stan po zakończeniu LGP 2006
| Miejsce | Reprezentacja    | Punkty |
| ------- | ---------------- | ------ |
| 1.      | Austria          | 2261   |
| 2.      | Norwegia         | 980    |
| 3.      | Finlandia        | 971    |
| 4.      | Polska           | 902    |
| 5.      | Niemcy           | 845    |
| 6.      | Czechy           | 796    |
| 7.      | Szwajcaria       | 725    |
| 8.      | Rosja            | 492    |
| 9.      | Słowenia         | 444    |
| 10.     | Japonia          | 391    |
| 11.     | Francja          | 91     |
| 12.     | Włochy           | 82     |
| 13.     | Estonia          | 16     |
| 14.     | Korea Południowa | 10     |
| 15.     | Słowacja         | 7      |
| 16.     | Białoruś         | 3      |

### KlasyfikacjaTurnieju Czterech Narodów
Stan po zakończeniu LGP 2006
| Miejsce | Reprezentacja         | Punkty |
| ------- | --------------------- | ------ |
| 1.      | Andreas Kofler        | 1002,0 |
| 2.      | Adam Małysz           | 994,3  |
| 3.      | Gregor Schlierenzauer | 990,9  |
| 4.      | Wolfgang Loitzl       | 971,9  |
| 5.      | Simon Ammann          | 967,9  |
| 6.      | Martin Höllwarth      | 936,9  |
| 7.      | Manuel Fettner        | 935,4  |
| 8.      | Georg Späth           | 933,4  |
| 9.      | Takanobu Okabe        | 919,7  |
| 10.     | Michael Neumayer      | 915,7  |
| ...     |                       |        |